# هوارد إس. هوفمان
هوارد إس. هوفمان (بالإنجليزية: Howard S. Hoffman)‏ هو عالم نفس أمريكي، ولد في 23 مايو 1925 في نيويورك في الولايات المتحدة، وتوفي في 31 أغسطس 2006 في Haverford, Pennsylvania ‏ في الولايات المتحدة.